# Cunderdina
Cunderdina är ett släkte av skalbaggar. Cunderdina ingår i familjen Melolonthidae.
Kladogram enligt Catalogue of Life:
| Cunderdina | \| \| Cunderdina orientalis \| \| \| \| \| \| Cunderdina setistriata \| \| \| \| \| \| Cunderdina variabilis \| \| \| \| |
|            | \| \| Cunderdina orientalis \| \| \| \| \| \| Cunderdina setistriata \| \| \| \| \| \| Cunderdina variabilis \| \| \| \| |
|            | Cunderdina orientalis |
|            | |
|            | Cunderdina setistriata                                                                                                   |
|            | |
|            | Cunderdina variabilis |
|            | |